# Донат Барань
Донат Барань (угор. Donát Bárány; нар. 4 вересня 2000, Дебрецен, Угорщина) — угорський футболіст, нападник клубу «Дебрецен».

## Ігрова кар'єра

### Клубна
Донат Барань народився у місті Дебрецен і займатися футболом почав в академії місцевого однойменного клубу. З 2012 року Барань грав за молодіжну клубну команду. З 2017 року нападника почали залучати до тренувань і матчів першої команди «Дебрецена». Паралельно з цим Барань виступав за дублюючий склад клубу.
У 2019 році нападника віддали в оренду у клуб третього дивізіону «Дебрецен Атлетік», де відзначився високою результативністю. Повернувшись до «Дебрецена», Барань забронював за собою місце в основі й підписав з клубом професійний контракт.
5 грудня 2024 року в матчі чемпіонату Угорщини проти «Ференцвароша» оформив хет-трик.

### Збірна
У 2021 році у складі молодіжної збірної Угорщини Донат Барань брав участь у домашньому чемпіонаті Європи серед молодіжних команд.